# Baksmällan del III
Baksmällan del III (originaltitel: The Hangover Part III) är en amerikansk komedifilm från 2013. Filmen var regisserad av Todd Phillips och producerad av Todd Phillips och Daniel Goldberg. Det var bestämt att Baksmällan del III skulle bli den sista filmen i Baksmällan-trilogin. Filmen är en uppföljare till filmerna Baksmällan (2009) och Baksmällan del II (2011).

## Handling
Två år senare efter det galna äventyret i Bangkok rymmer Chow från fängelset efter att ha blivit gripen i förra filmen. Samtidigt i Amerika har Alan Garner köpt en giraff som står i ett släp. Av misstag dör giraffen eftersom Alan kör under en bro som giraffen inte kunde ducka sin huvud under. Alans pappa Sid blir väldigt sur för Alan inte kan reda upp sina egna misstag och att hans föräldrar alltid gör sådant åt honom. Sid dör senare av en hjärtattack och blir begravd.
Alan har slutat att ta sina mediciner och Phil, Stu och Doug börjar prata om hur de kan förbättra Alan. De bestämmer sig att få Alan till Arizona. Alan går med på det men bara om hela gänget följer med.
På vägen dit blir det inte som de tänkt. De blir stoppade av en lastbil och blir sedan kidnappade av ett gäng män med grisansiktsmasker som för dem till ett annat ställe i närheten. De möter sedan Marshall som berättar att han en gång stal 42 miljoner dollar. Han hade två bilar med 21 miljoner i varje och en av bilarna blev stoppad av Chow som sedan dödade förarna och stal de 21 miljonerna. Marshall har också upptäckt att Alan och Chow skickat brev till varandra i hemlighet vilket får Marshall att bestämma sig att de blir tvungna att hitta Chow och få med honom levande till Marshall annars dödar de Doug. Marshall kidnappar Doug och resten av gänget får 3 dagar på sig att föra Chow till honom.

## Rollista
- Phil Wenneck – Bradley Cooper
- Stuart "Stu" Price – Ed Helms
- Alan Garner – Zach Galifianakis
- Doug Billings – Justin Bartha
- Leslie Chow – Ken Jeong
- Sid Garner – Jeffrey Tambor
- Tracy Billings – Sasha Barrese
- Marshall – John Goodman
- Jade – Heather Graham
- Black Doug – Mike Epps
- Cassie – Melissa McCarthy
- Stephanie Wenneck – Gillian Wigman
- Lauren Price – Jamie Chung